# 丘拉 (喬治亞州)
丘拉（英語：Chula）是位於美國喬治亞州蒂夫特縣的一個非建制地區。該地的面積和人口皆未知。

## 地理
丘拉的座標為31°32′59″N 83°32′51″W / 31.54972°N 83.54750°W，而該地的平均海拔高度為117米（即384英尺）。